# Zetima
Zetima (ゼティマ?  Significa "Misión" en latín) es un sello discográfico japonés por propiedad de Obras por adelanto o Up-Front-Works, una compañía de entretenimiento de gestión empresarial japonés. El sello es manejado por Epic Records, una división de Sony Music Entertainment Japan. Fuera de Japón, es el sello más famoso por lanzar música por varios participantes de Hello! Project, el más famoso de ellos es Morning Musume. Ex actos de Zetima incluyen a Heike Michiyo, Minimoni y Naomi Tamura.

## Artistas
- Shiori Asō
- Buono!
- Coconuts Musume
- Country Musume
- Cute
- DEF.DIVA
- Earthshaker
- Emyli
- Flex Life
- GaGaalinG
- H.P. All Stars
- Hangry & Angry
- Hello! Project shuffle units
- Inugami Circus Dan
- Noriko Katō
- Emiko Kaminuma
- KAN
- Aya Matsuura
- Melon Kinenbi
- Minimoni
- Chisato Moritaka
- Morning Musume
- Morning Musume Tanjō 10 Nen Kinentai
- Takui Nakajima
- Tsukishima Kirari
- Yuko Nakazawa
- Nochiura Natsumi
- Nyle
- Petitmoni
- Sharan Q
  - Tsunku
    - The Tsunku Beat
- Spark
- Jirō Sugita
- Romans
- T&C Bomber
- Tanpopo
- W (banda japonesa)
- Masayuki Yuhara
- MilkyWay